# Gottfried von Cleen
Gottfried von Cleen († 30. September 1498) war ein Mitglied des hessischen Niederadels, landgräflich-hessischer Ministeriale und Besitzer von Dorf und Burg Ockstadt bei Friedberg im hessischen Wetteraukreis.

## Familie
Er entstammte dem Geschlecht derer von Cleen. Seine Eltern waren Wenzel von Cleen († 1474), Ganerbe zu Rödelheim und 1445–1455 auf Grund seiner Ehe Stadtschultheiß von Frankfurt am Main, und dessen Ehefrau Irmel geb. von Praunheim-Sachsenhausen, Tochter Friedrichs II. von Praunheim-Sachsenhausen. Irmel wurde Erbtochter, nachdem sowohl ihr Vater († 1420) als auch ihr Onkel, Rudolf IV. von Praunheim-Sachsenhausen († 1426) als letzte männliche Glieder des Familienzweigs der Reichsschultheißen der Familie von Praunheim gestorben waren. Wenzel und Irmel hatten mindestens fünf namentlich bekannte Kinder:
- Gottfried
- Wenzel
- Dietrich († 1531), 1489–1515 Landkomtur der Deutschordensballei Hessen, 1515–1526 Deutschmeister
- Friedrich
- Margarete, die 1453 Philipp Groschlag von Dieburg heiratete.

Gottfried, im Jahre 1470 erstmals urkundlich belegt, heiratete Margarete Echter von Mespelbrunn. Der Ehe entstammten der Sohn Ogger (auch Oger, Ogeer, Ogier, Oyer) und die Tochter Irmela (Ermela). Ogger, verheiratet mit Margareta († 1552), einer Tochter des berüchtigten Franz von Sickingen (1481–1523), lebte in Frankfurt und starb 1514, sein noch junger Sohn Franz 1521. Irmela († 1532) heiratete 1508 Hans IV. („Althenne“) von Frankenstein/Franckenstein zu Sachsenhausen, der als Gemahl der Erbtochter 1522 Burg und Dorf Ockstadt in Besitz nahm.

## Leben

### Herr von Ockstadt
Als ältester Sohn Wenzels folgte Gottfried von Cleen seinem Vater als Herr von Ockstadt und der damit verbundenen Allodial- und Lehnsbesitzungen in der Umgebung sowie in und um Frankfurt. So wurde er bereits 1473 von Kaiser Friedrich III. für seinen alten Vater Wenzel und seinen noch unmündigen Bruder Friedrich mit Gütern und Gerechtsamen in und um Ockstadt belehnt, und im Mai 1474 belehnte Kaiser Friedrich III. ihn und seinen Bruder Friedrich, auf Bitten ihres aus Altersgründen resignierenden Vaters Wenzel, unter Bezug auf zwei frühere Belehnungen mit Wenzels Reichslehen in und um Frankfurt. In Ockstadt und Umgebung mehrte er seinen Besitz zeitlebens durch Ankäufe und Tauschgeschäfte, u. a. 1481 und 1482 mit dem Kloster Ilbenstadt und 1491 mit dem Deutschen Orden.
Im Jahre 1490 begann Gottfried mit dem Bau der sogenannten neuen Burg in Ockstadt, als Ersatz und an der Stelle einer alten Vorgängeranlage. Schon am 1. Juli 1495 trug er die vollendete Burg, mitsamt Zubehör und allen von den Herren von Cleen als Eigengüter erworbenen Gerichten, Obrigkeiten, Gerechtigkeiten, Wald- und Schäfereirechten, Kaiser Maximilian zu Lehen auf und empfing von ihm am gleichen Tag alles als Reichslehen zurück. All dies sollte Mannlehen bis zum Aussterben des männlichen Stammes sein und danach an die ehelichen Töchter gehen, die nicht mehr verpflichtet sein sollten, diese Güter vom Reich zu Lehen zu empfangen, und dieses Recht für ewige Zeiten behalten sollten. Dies gesamte Erbe kam mit Gottfrieds Erbtochter Irmela 1522 an deren Ehegatten Hans von Franckenstein.

### Hessischer Amtsträger
Gottfried von Cleen diente den Landgrafen Heinrich III. und Wilhelm III. von Oberhessen, urkundlich so erstmals im August 1470 belegt, bis zu seinem Tod. Im Februar 1481 bestellten ihn Landgraf Heinrich und dessen Bruder, der als Vormund des noch minderjährigen Landgrafen Wilhelm II. von Niederhessen amtierender Kölner Erzbischof Hermann, gegen entsprechende Vergütungen und Einkünfte zum Amtmann in Camberg, Altweilnau, Wehrheim und Ober-Rosbach, wo die hessischen Landgrafen jeweils Teilbesitzer waren. Im November 1485 und Oktober 1486 ist Gottfried als hessischer Amtmann in Auerbach beurkundet, ab März 1487 und noch bis August 1498 als Amtmann (im Juli 1494 auch als Oberamtmann) in Darmstadt. In letzterer Dienststellung bürgte er im Juli 1492 für Landgraf Wilhelm III. gegenüber Anna von Nassau-Dillenburg, der Witwe des Grafen Philipp von Katzenelnbogen, für ihre jährliche Rentenzahlung von 700 fl. aus der Kellerei Darmstadt, mit der der Landgraf Annas katzenelnbogener Wittum Burgschwalbach von ihr einlöste.
Spätestens ab Mai 1491 war er landgräflicher Rat, und von Juni 1490 bis Mai 1496 war er auch als Beisitzer im Kanzleigericht zu Marburg tätig. In seinen letzten Jahren war er noch mehrmals im Auftrag des Landgrafen Wilhelm III. als Gesandter unterwegs. 1493 reiste er in landgräflichem Auftrag über Heidelberg nach Colmar zu König Maximilian. Im April 1497 ernannte der inzwischen volljährige Landgraf ihn und Hans von Dörnberg zu seinen Bevollmächtigten auf dem Reichstag 1497 zu Worms. Im August 1497 begleitete er Wilhelm III. zum Brautbesuch und Turnier nach Heidelberg, und Anfang November 1497 ritt er mit dem Adel und den landgräflichen Dienern aus der Obergrafschaft mit 63 Pferden zum Turnier nach Marburg anlässlich des Gegenbesuches von Wilhelms Brautvater, des Pfalzgrafen Philipp.

## Tod und Nachfolge
Gottfried von Cleen starb am 30. September 1498, dem Hieronymustag, und wurde auf seinen Wunsch im Chor der St. Georgskirche in der Burg Friedberg neben seinen Eltern bestattet.
Schon am 5. August 1499 belehnte Landgraf Wilhelm III. seinen Amtmann in Darmstadt, Bartholomäus (Batt) Horneck von Hornberg, als Lehensträger des noch minderjährigen „Ogier von Cleen“ mit dem landgräflichen Recht am Dorf Kleen samt Gericht und drei Vierteln des Zehnten zu Niederkleen als Mann- und Burglehen, wie sie Gottfried und dessen Vorfahren von den Vorfahren des Landgrafen und ihm selbst zu Lehen trugen. Ebenso gingen im November 1499 die Reichslehen in Ockstadt, Frankfurt, Sachsenhausen usw. zunächst an Batt Horneck von Hornberg als einstweiliger Lehensträger für sich und den minderjährigen Reichsritter „Ogeer von Cleen“, jedoch mit dem Vorbehalt, dass im Falle von Oggers Tod ohne Nachkommen seine Schwester Irmela und deren Erben in all diese Lehen eintreten sollten. Dieser Fall trat ein, als Ogger 1514 und sein junger Sohn Franz 1521 verstarben. Oggers Witwe Margareta, Franz’ Mutter, verkaufte 1522 alle Rechte ihres verstorbenen Sohns an Irmela und noch im gleichen Jahr gab Kaiser Karl V. sämtliche an Irmela übergegangenen Rechte an deren Ehemann Hans von Franckenstein.